# Lepidophora cuneata
Lepidophora cuneata är en tvåvingeart som beskrevs av Joseph Hannum Painter 1939. Lepidophora cuneata ingår i släktet Lepidophora och familjen svävflugor. Inga underarter finns listade i Catalogue of Life.